# Lennart Larsson
Lennart Larsson   (7 de febrer de 1930 - Skellefteå, 26 de març de 2021) fou un esquiador de fons suec que va competir entre 1949 i 1966. Durant la seva carrera esportiva va disputar 394 curses, de les quals en va guanyar 74 i en 188 ocasions finalitzà en posició de podi.
El 1956 va prendre part als Jocs Olímpics d'Hivern de Cortina d'Ampezzo, on va disputar tres proves del programa d'esquí de fons. Fent equip amb Gunnar Samuelsson, Per-Erik Larsson i Sixten Jernberg guanyà la medalla de bronze en la prova del relleu 4x10 quilòmetres, mentre en els 15 i 30 quilòmetres fou vuitè. Quatre anys més tard, als Jocs de Squaw Valley, tornà a disputar tres proves del programa d'esquí de fons. Fou quart en els 50 quilòmetres i 4x10 quilòmetres i cinquè en els 30 quilòmetres.
En el seu palmarès també destaca una medalla d'or al Campionat del món d'esquí nòrdic de 1958 en el relleu 4x10 quilòmetres. Una vegada retirat, exercí d'entrenador de la selecció sueca entre els Jocs de 1968 i 1980.